# Kurgantaïta
La kurgantaïta és un mineral de la classe dels borats que pertany al grup de la hilgardita. Va ser descrita com un nou mineral l'any 1952, desacreditada com una varietat rica en estronci de la tyretskita l'any 1982 i revalidada i aprovat per l'IMA l'any 2000.

## Característiques
La kurgantaïta és un borat de fórmula química CaSrB₅O₉Cl(H₂O). Cristal·litza en el sistema triclínic. Forma nòduls de gra fi, de fins a 4 cm; també es troba en forma d'esferulites de cristalls amb terminacions en forma de falca, de fins a 0,7 mm. La seva duresa a l'escala de Mohs és d'entre 6 i 6,5.
Segons la classificació de Nickel-Strunz, la kurgantaïta pertany a «06.ED - Tectopentaborats» juntament amb els següents minerals: hilgardita i tyretskita.

## Formació i jaciments
La kurgantaïta apareix en dipòsits marins de sals evaporítiques i doms de sal. Va ser descoberta al mont Kurgan-tau, al dipòsit de B i dom de sal Inder, a Atirau (Província d'Atirau, Kazakhstan), indret del qual n'agafa el nom. També ha estat descrita a dos indrets de Cardwell Parish, al comtat de Kings (Nova Brunswick, Canadà); al dom de sal Chelkar, a la vall Aksai (Província d'Aktobe, Kazakhstan); a Chagman Caka, a la Prefectura de Ngari (Regió Autònoma del Tibet, Xina) i a dos indrets de l'óblast d'Irkutsk (Districte Federal de Sibèria, Rússia).
Sol trobar-se associada a altres minerals com: sylvita, halita, boracita, anhidrita, guix, magnesita, quars, hidroboracita, walkerita, veatchita, szaibelyita, pringleïta i congolita.